# Буревестник (спортивное общество)
«Буреве́стник» — добровольное спортивное общество, которое объединяло студентов и профессорско-преподавательский состав большинства вузов СССР. Создано в 1936 году и прекратило своё существование в начале 1990-х годов.

## История
История студенческого спорта в России начинается в конце 1890-х годов. В 1904 году в России работало 40 спортивных студенческих клубов. В 1911 году 13 студенческих спортклубов Петербурга образовали первую студенческую лигу. Она устраивала соревнования между вузовскими командами Москвы и Санкт-Петербурга.
С 1929 года в СССР введено обязательное преподавание физкультуры в вузах. В этом же году Центральное бюро «Пролетстуда» провело первые всесоюзные студенческие соревнования.
С 1930-х годов до 1957 года студенческий спорт организационно входил в разные ведомственные спортивные общества — ДСО «Медик», ДСО «Учитель», ДСО «Молния» и др.
В 1957 году было создано всесоюзное добровольное спортивное общество «Буревестник», в которое вошли все вузы и техникумы СССР. В его состав вошли ДСО: «Буревестник», «Молния» (работники связи), «Наука» (работники высшей школы и науки). Затем добавились ещё «Труд», «Медик» и «Искра». Первое время в его ряды кроме студентов входили также работники госучреждений и госторговли. Учащиеся ПТУ входили в общество Трудовые резервы . К началу 1970-х годов общество стало исключительно студенческим. Оно стало объединять только студентов высших учебных заведений, преподавателей, сотрудников вузов.
Вплоть до начала 1990-х годов, все студенческие спортивные соревнования проводились только этим обществом.
С 1959 года общество входило в Международную федерацию университетского спорта и представляло там интересы СССР.
По состоянию на 1970 год в ДСО «Буревестник» входило более 600 студенческих клубов, где занималось спортом более 1,5 млн физкультурников, помимо 70 тысяч преподавателей и научных сотрудников. Самыми популярными видами спорта являлись спортивные игры (более 300 тыс. чел.), спортивный туризм (150 тыс.), лёгкая атлетика (120 тыс.) и зимние виды спорта (110 тысяч человек). По состоянию на тот же год в обществе было 50 заслуженных мастеров спорта, 6 тысяч мастеров спорта, 60 тысяч кандидатов в мастера спорта и спортсменов I разряда. В высших учебных заведениях на начало 1970-х годов было 40 стадионов, 1250 спортивно-гимнастических залов, 28 плавательных бассейнов и 550 спортивно-оздоровительных лагерей.
Размер ежегодного членского взноса составлял 30 копеек.
В 1987 году общество «Буревестник» было передано Всесоюзному центральному совету профессиональных союзов (ВЦСПС). В начале 1990-х годов «Буревестник» прекратил своё существование.

### Современная история
В 1993 году была создана Общероссийская общественная организация «Российский студенческий спортивный союз» (РССС). В настоящее время РССС является основным организатором студенческого спорта в России.
Для развития любительского спорта при государственной поддержке были созданы всероссийские студенческие лиги по наиболее популярным среди молодёжи видам спорта. На 2017 год в России функционирует 14 студенческих спортивных лиг.